# Державний Центр Перекладу Азербайджану
Державний Центр Перекладу Азербайджану (азерб. Azərbaycan Dövlət Tərcümə Mərkəzi) — державний орган, який у централізованому порядку здійснює міри по регулюванню мовної сфери і перекладацької діяльності в Азербайджані.

## Про Центр
Засновано розпорядженням Президента Азербайджанської Республіки Ільхама Алієва від 23 травня 2012 року.

### Завдання і основні напрямки діяльності Центру
Метою діяльності Центру є регулювання мовної сфери і перекладацької діяльності в країні, популяризація азербайджанської літератури на міжнародній арені і зарубіжної літератури в Азербайджані.
Основні напрямки діяльності Центру:
- здійснення заходів по вдосконаленню мовної та перекладацької діяльності;
- втілення в життя заходів по регулюванню та вдосконаленню суспільно-політичного, науково-технічного і міжлітературного обміну в контексті мовної і перекладацької діяльності;
- ведення перекладацької діяльності в централізованому порядку, підготовка висококваліфікованих перекладачів;
- популяризація азербайджанської літератури на міжнародній арені і зарубіжної літератури в Азербайджані, переклад і видання кращих зразків азербайджанської та зарубіжної літератури;
- здійснення контролю за належним використанням державної мови в перекладних матеріалах, а також нагляду за виконанням заходів по організації і вдосконаленню процесу перекладу в різних сферах.